# Panki
Panki è un comune rurale polacco del distretto di Kłobuck, nel voivodato della Slesia.
Ricopre una superficie di 55,03 km² e nel 2006 contava 4 987 abitanti.